# Ernst Lörtscher
Ernst Lörtscher (ur. 15 marca 1913, zm. 1994) – piłkarz szwajcarski grający na pozycji pomocnika. W reprezentacji Szwajcarii rozegrał 21 meczów.

## Kariera klubowa
W swojej karierze piłkarskiej Lörtscher grał w Servette FC. W sezonach 1932/1933, 1933/1934 i 1939/1940 wywalczył z Servette trzy tytuły mistrza Szwajcarii.

## Kariera reprezentacyjna
W reprezentacji Szwajcarii Lörtscher zadebiutował 11 marca 1934 w wygranym 1:0 towarzyskim meczu z Francją, rozegranym w Paryżu. W 1938 roku został powołany do kadry na mistrzostwa świata we Francji. Na nich rozegrał trzy mecze: w 1/8 finału z Niemcami (1:1 i 4:2, w którym strzelił gola samobójczego) oraz ćwierćfinałowy z Węgrami (0:2). Od 1934 do 1938 roku rozegrał w kadrze narodowej 21 meczów.